# 狼山設治局
狼山设治局，民國時設置於绥远省的設治局，位于绥远西部，今内蒙古自治区中部。

## 历史沿革
民国三十一年（1942年）4月，由临河县北部析置，局所驻永安堡，属绥远省第三行政督察区。民国三十三年（1944年）4月，改狼山县。